# Valentin Bay
Valentin Bay (* 26. März 1988 in Turbenthal) ist ein Spieler des Kaders der Handballmannschaft von Pfadi Winterthur.

## Karriere
Der in Turbenthal bei Winterthur geborene Bay begann seine Handballkarriere beim örtlichen Handballverein, bevor er nach einem einjährigen Ausflug bei den Kadetten Schaffhausen bei Pfadi Winterthur anheuerte. Ab Sommer 2007 spielte der 187 cm grosse und 82 kg schwere Rückraumspieler  beim  Stadtrivalen Yellow Winterthur. 2009 fiel Bay auf Grund einer Schulterverletzung für längere Zeit aus; erst im Februar 2010 konnte er seine Rolle als Regisseur von Yellow Winterthur wieder aufnehmen und wechselte im Sommer 2010 wieder zurück zu Pfadi Winterthur, bei denen er bis 2014 in der 1. Mannschaft spielte. Danach spielte er noch zwei Jahre für die gemeinsam mit Yellow Winterthur geführte zweite Mannschaft in der Nationalliga B (SG Pfadi/Yellow).

## Erfolge
- 2004 Vize-Schweizermeister mit Pfadi U19